# Relations entre l'Iran et la Roumanie
Les relations entre l'Iran et la Roumanie sont des relations étrangères, économiques et culturelles entre l'Iran et la Roumanie,. L'Iran a une ambassade à Bucarest et la Roumanie a une ambassade à Téhéran.

## Histoire
Le chevalier Keun de l'héritage néerlandais de Téhéran a été délégué en Perse le 16 décembre 1880 par le gouvernement roumain. En 1881 et 1887, la Perse ouvre un vice-consulat honoraire à Galați et un consulat honoraire à Brăila. En l'an 1902, des liens ont été établis mais furent interrompues entre le 14 octobre 1941 et le 27 juillet 1946. Le 25 octobre 1965, des relations ont été établies au niveau de l'ambassade. La Roumanie a été parmi les premiers pays à s'occuper et à reconnaître l'administration après la révolution iranienne, et l'Iran parmi les premiers pays à s'en soucier et à reconnaître une nouvelle direction après la révolution de 1989.
Le 29 juillet 2021, le pétrolier MT Mercer Street a été attaqué dans le golfe d'Oman, tuant un citoyen roumain, le capitaine du navire et un citoyen britannique. Le 2 août, le ministre roumain des Affaires étrangères, Bogdan Aurescu, a déclaré qu'il était clair, après enquête, que l'Iran avait commis l'attaque et a condamné le pays pour cela. Il a en outre déclaré qu'"il n'y a aucune justification pour attaquer délibérément des civils" et que "nous continuons à nous coordonner avec nos partenaires pour une réponse appropriée". À la suite de l'attaque, l'ambassadeur d'Iran en Roumanie a été convoqué d'urgence au ministère roumain des affaires étrangères à Bucarest. L'incident a également été condamné par des responsables d'Israël, du Royaume-Uni et des États-Unis,.